# Grand Prix Formule 1 van Japan 2011

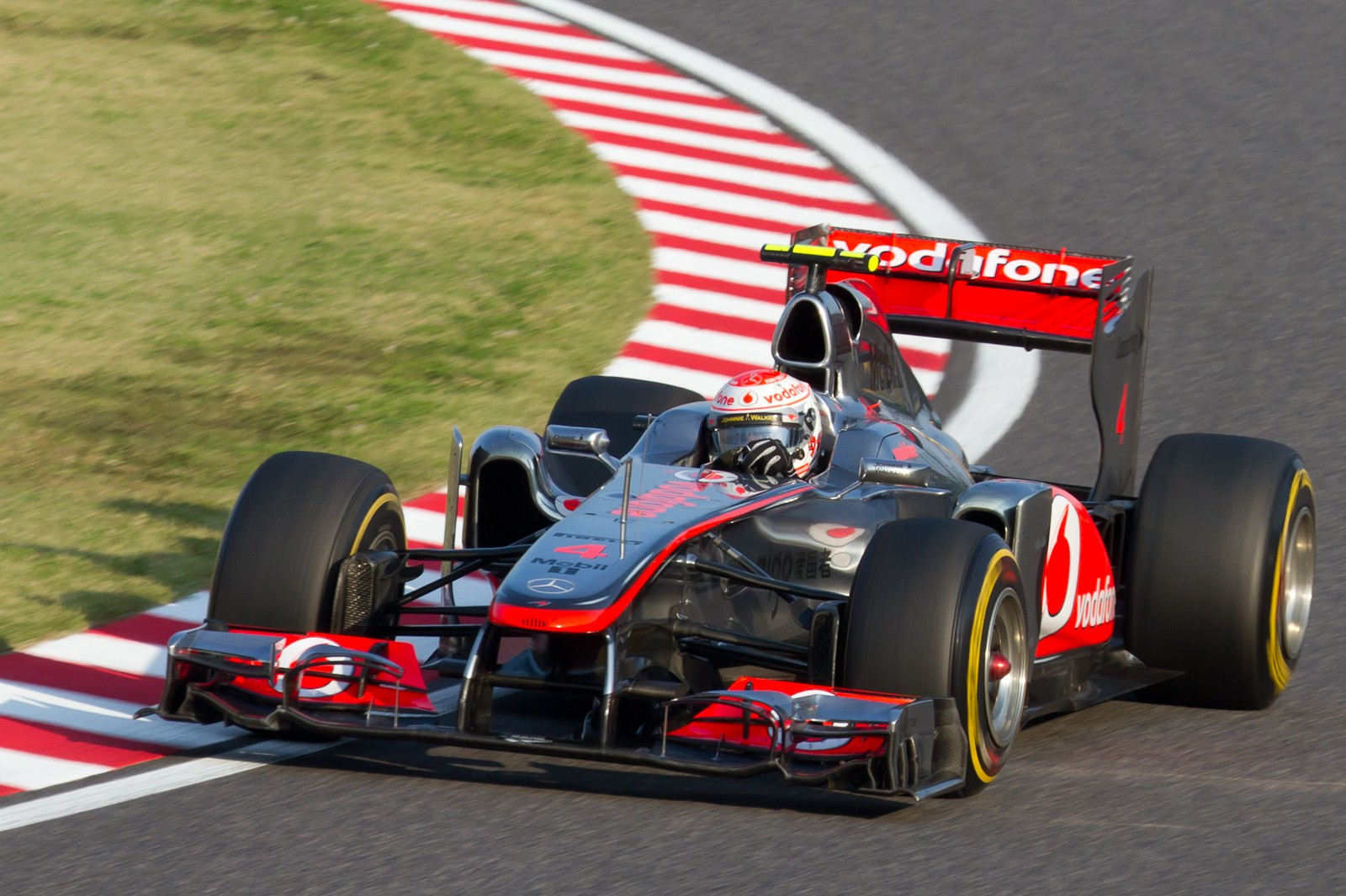
Ook al prolongeerde Sebastian Vettel zijn wereldtitel in deze race, Jenson Button zorgde voor de broodnodige variatie door op Suzuka de overwinning naar zich toe te trekken, toch alweer zijn derde zege in 2011.

De Grand Prix Formule 1 van Japan 2011 werd gehouden op 9 oktober 2011 op het Suzuka International Racing Course. Het was de vijftiende race uit het kampioenschap.
Sebastian Vettel van het team Red Bull Racing prolongeerde in deze race zijn kampioenschap en werd hiermee de jongste dubbele wereldkampioen Formule 1 aller tijden. Hij moest hiervoor ten minste één punt scoren.

## Wedstrijdverloop

### Kwalificatie
Vettel behaalde zijn twaalfde poleposition van het seizoen, Jenson Button van McLaren startte als tweede en diens teamgenoot Lewis Hamilton mocht de race als derde aanvangen. Nico Rosberg, coureur van Mercedes, kwam niet in actie door hydraulische problemen en viel hierdoor buiten de 107%-regel. Vitantonio Liuzzi van HRT reed ook niet en viel dus eveneens buiten die regel. Beide coureurs mochten de race echter toch starten. Sauber-coureur Kamui Kobayashi kwalificeerde zich aanvankelijk als tiende, maar omdat de FIA een regel over het hoofd had gezien, startte de Japanner als zevende. In Q2 zette zijn teamgenoot Sergio Pérez geen tijd neer en in Q3 deden Kobayashi, Mercedes-rijder Michael Schumacher en het Renault-duo Bruno Senna en Vitali Petrov hetzelfde.

### Race
Button won de race, Fernando Alonso werd tweede voor Ferrari en Vettel eindigt als derde en werd hiermee kampioen. Zijn teamgenoot Mark Webber behaalde een vierde plaats en McLaren-rijder Lewis Hamilton eindigde als vijfde. Hamilton had echter tijdens de race opnieuw een aanrijding met Ferrari-coureur Felipe Massa, die zevende werd. Massa verloor hierdoor een deel van zijn voorvleugel. Dit zorgde voor een korte safety car-periode. Michael Schumacher behaalde een zesde positie en zijn teamgenoot Rosberg een tiende. De andere punten gingen naar Sergio Pérez (plaats 8) en Vitali Petrov (plaats 9).

## Kwalificatie
| Pos                 | No | Coureur            | Constructeur         | Q1        | Q2        | Q3        | Grid |
| ------------------- | -- | ------------------ | -------------------- | --------- | --------- | --------- | ---- |
| 1                   | 1  | Sebastian Vettel   | Red Bull-Renault     | 1:33.051  | 1:31.424  | 1:30.466  | 1    |
| 2                   | 4  | Jenson Button      | McLaren-Mercedes     | 1:32.947  | 1:31.434  | 1:30.475  | 2    |
| 3                   | 3  | Lewis Hamilton     | McLaren-Mercedes     | 1:32.843  | 1:31.139  | 1:30.617  | 3    |
| 4                   | 6  | Felipe Massa       | Ferrari              | 1:33.235  | 1:31.909  | 1:30.804  | 4    |
| 5                   | 5  | Fernando Alonso    | Ferrari              | 1:32.817  | 1:31.612  | 1:30.886  | 5    |
| 6                   | 2  | Mark Webber        | Red Bull-Renault     | 1:33.135  | 1:31.576  | 1:31.156  | 6    |
| 7                   | 16 | Kamui Kobayashi    | Sauber-Ferrari       | 1:32.626  | 1:32.380  | geen tijd | 7    |
| 8                   | 7  | Michael Schumacher | Mercedes             | 1:33.748  | 1:32.116  | geen tijd | 8    |
| 9                   | 9  | Bruno Senna        | Renault              | 1:33.359  | 1:32.297  | geen tijd | 9    |
| 10                  | 10 | Vitali Petrov      | Renault              | 1:32.877  | 1:32.245  | geen tijd | 10   |
| 11                  | 14 | Adrian Sutil       | Force India-Mercedes | 1:32.761  | 1:32.463  |           | 11   |
| 12                  | 15 | Paul di Resta      | Force India-Mercedes | 1:33.499  | 1:32.746  |           | 12   |
| 13                  | 11 | Rubens Barrichello | Williams-Cosworth    | 1:33.921  | 1:33.079  |           | 13   |
| 14                  | 12 | Pastor Maldonado   | Williams-Cosworth    | 1:33.781  | 1:33.224  |           | 14   |
| 15                  | 18 | Sébastien Buemi    | Toro Rosso-Ferrari   | 1:33.064  | 1:33.227  |           | 15   |
| 16                  | 19 | Jaime Alguersuari  | Toro Rosso-Ferrari   | 1:35.111  | 1:33.427  |           | 16   |
| 17                  | 17 | Sergio Pérez       | Sauber-Ferrari       | 1:34.704  | geen tijd |           | 17   |
| 18                  | 20 | Heikki Kovalainen  | Lotus–Renault        | 1:35.454  |           |           | 18   |
| 19                  | 21 | Jarno Trulli       | Lotus–Renault        | 1:35.514  |           |           | 19   |
| 20                  | 25 | Jérôme d'Ambrosio  | Virgin–Cosworth      | 1:36.439  |           |           | 20   |
| 21                  | 24 | Timo Glock         | Virgin–Cosworth      | 1:36.507  |           |           | 21   |
| 22                  | 22 | Daniel Ricciardo   | HRT–Cosworth         | 1:37.846  |           |           | 22   |
| 107% tijd: 1:39.109 |    |                    |                      |           |           |           |      |
| 23                  | 8  | Nico Rosberg       | Mercedes             | geen tijd |           |           | 23   |
| 24                  | 23 | Vitantonio Liuzzi  | HRT–Cosworth         | geen tijd |           |           | 24   |

## Race
| Pos | No | Coureur            | Constructeur         | Rondes | Tijd/Oorzaak uitval | Grid | Punten |
| --- | -- | ------------------ | -------------------- | ------ | ------------------- | ---- | ------ |
| 1   | 4  | Jenson Button      | McLaren-Mercedes     | 53     | 1:30:53.427         | 2    | 25     |
| 2   | 5  | Fernando Alonso    | Ferrari              | 53     | +1.160              | 5    | 18     |
| 3   | 1  | Sebastian Vettel   | Red Bull-Renault     | 53     | +2.006              | 1    | 15     |
| 4   | 2  | Mark Webber        | Red Bull-Renault     | 53     | +8.071              | 6    | 12     |
| 5   | 3  | Lewis Hamilton     | McLaren-Mercedes     | 53     | +24.268             | 3    | 10     |
| 6   | 7  | Michael Schumacher | Mercedes             | 53     | +27.120             | 8    | 8      |
| 7   | 6  | Felipe Massa       | Ferrari              | 53     | +28.240             | 4    | 6      |
| 8   | 17 | Sergio Pérez       | Sauber-Ferrari       | 53     | +39.377             | 17   | 4      |
| 9   | 10 | Vitali Petrov      | Renault              | 53     | +42.607             | 10   | 2      |
| 10  | 8  | Nico Rosberg       | Mercedes             | 53     | +44.322             | 23   | 1      |
| 11  | 14 | Adrian Sutil       | Force India-Mercedes | 53     | +54.447             | 11   |        |
| 12  | 15 | Paul di Resta      | Force India-Mercedes | 53     | +1:02.326           | 12   |        |
| 13  | 16 | Kamui Kobayashi    | Sauber-Ferrari       | 53     | +1:03.705           | 7    |        |
| 14  | 12 | Pastor Maldonado   | Williams-Cosworth    | 53     | +1:04.194           | 14   |        |
| 15  | 19 | Jaime Alguersuari  | Toro Rosso-Ferrari   | 53     | +1:06.623           | 16   |        |
| 16  | 9  | Bruno Senna        | Renault              | 53     | +1:12.628           | 9    |        |
| 17  | 11 | Rubens Barrichello | Williams-Cosworth    | 53     | +1:14.191           | 13   |        |
| 18  | 20 | Heikki Kovalainen  | Lotus-Renault        | 53     | +1:27.824           | 18   |        |
| 19  | 21 | Jarno Trulli       | Lotus-Renault        | 53     | +1:36.140           | 19   |        |
| 20  | 24 | Timo Glock         | Virgin-Cosworth      | 51     | +2 ronden           | 21   |        |
| 21  | 25 | Jérôme d'Ambrosio  | Virgin-Cosworth      | 51     | +2 ronden           | 20   |        |
| 22  | 22 | Daniel Ricciardo   | HRT-Cosworth         | 51     | +2 ronden           | 22   |        |
| 23  | 23 | Vitantonio Liuzzi  | HRT-Cosworth         | 50     | +3 ronden           | 24   |        |
| DNF | 18 | Sébastien Buemi    | Toro Rosso-Ferrari   | 11     | Wiel                | 15   |        |

1976 · 1977 · 1987 · 1988 · 1989 · 1990 · 1991 · 1992 · 1993 · 1994 · 1995 · 1996 · 1997 · 1998 · 1999 · 2000 · 2001 · 2002 · 2003 · 2004 · 2005 · 2006 · 2007 · 2008 · 2009 · 2010 · 2011 · 2012 · 2013 · 2014 · 2015 · 2016 · 2017 · 2018 · 2019 · 2022 · 2023 · 2024 · 2025